# La búsqueda (película de 1985)
La búsqueda es una película argentina policial y de acción estrenada el  19 de septiembre del año 1985. Dirigida por Juan Carlos Desanzo. Escrita por Lito Espinosa. Protagonizada por Rodolfo Ranni, Luisina Brando y  Emilio Disi. Coprotagonizada por Darío Grandinetti, Jorge Sassi, Boy Olmi, Rodolfo Machado y Walter Louzán. También, contó con la actuación especial de Marta González. Y la presentación de Andrea Tenuta.

## Argumento
La trama cuenta la historia de una familia de clase media alta que vive en completa tranquilidad, hasta que fraguando una falsa  venta de un Mercedes Benz propiedad de la familia, un grupo de ladrones irrumpe abruptamente en su casa con la finalidad de sustraer dinero y bienes materiales de ellos y de posibles compradores del coche, que se acercaban a la casa a verlo, mientras la familia era maniatada y torturada.
El robo termina con el padre asesinado de un golpe en la cabeza (Rodolfo Machado); su mujer ultrajada (Marta González); su hija mayor, Patricia, abusada (Andrea Tenuta); y su hijo, con un shock psicológico, internado en una clínica psiquiátrica. Este desorden familiar provoca en Patricia una necesidad de un cambio radical en su forma de vestir y de salir al mundo exterior, un mundo lleno de peligros y desafíos.
En un bar, se le acerca un muchacho de vestimenta peculiar llamado "César" (Boy Olmi) quien, con un argumento bastante desarrollado, la invita a una boda homosexual clandestina. Allí conoce a Mónica (Luisina Brando) que casualmente es la socia del jefe de la banda (Rodolfo Ranni) de ladrones que atacaron a su familia. Cuando en plena boda son arrestadas, Patricia reconoce al jefe de la banda cuando éste la va a buscar a su aliada de negocios a la seccional policial en donde se encuentran detenidas.
A partir de allí, Patricia decide usar a Mónica para llegar a él, entrando como camarera en su empresa de "masajes" clandestina, lugar donde tiene una fuerte discusión con su madre, que no pudo superar los traumas devenidos luego del brutal asalto, y decide quitarse la vida ahorcándose posteriormente en su casa. A partir de ese momento,  Patricia pone en marcha un plan para vengarse de cada uno de los integrantes de la banda, haciendo que caigan uno por uno sin piedad.
El primero en hacerlo es el hermano del jefe (Emilio Disi), quien es el primero en ser reconocido, ya que había ido hacia el negocio de su amiga a tomar un whisky. Allí lo seduce y planean juntos una cita en otro lugar. Se encuentran en un taller de desguace de automóviles. En ese mismo sitio decide hacerle unos masajes pero es descubierta por él. Al recibir un fuerte golpe en el rostro, Patricia tira de una palanca que tenía un block de motor colgando, haciendo que caiga y lo aplaste. Lo que ella no sabía es que el hombre, previamente le había dejado una grabación a su hermano, en la que le contaba sobre una cita y sobre dónde la conoció a la mujer con la que se encontraría.
El jefe decide darle su medallita al "Rengo" (Jorge Sassi) para que se la entregue como obsequio de parte suya. Cuando el Rengo va hacia allí la reconoce inmediatamente y decide contárselo a su patrón. Cuando Patricia está sola en su casa, ellos irrumpen e intentan atraparla pero ella asesina al Rengo con una pistola remachadora disparándole en la cara, haciendo que caiga y se empale sobre una reja con puntas. Patricia cierra las puertas y ventanas de la casa dejando al jefe afuera.
A todo esto, Juan Carlos, su reciente novio, llega a la casa pidiéndole que lo deje entrar. Estando Juan Carlos en a la cocina preparándole un té a Patricia para que se tranquilice, ella es sorprendida por el jefe de la banda. Allí, éste le cuenta quién es el cuarto cómplice encapuchado, que para su sorpresa no es otro que su propio novio, que era el encargado de seleccionar y manipular chicas ricas, pero que desaparecía cada vez que alguien moría, asustado. Cuando el jefe le da el arma a Juan Carlos para que él la asesine, éste desiste, alegando que no es un asesino. Como respuesta, recibe una golpiza en la que deja caer el arma, momento que Patricia aprovecha para huir y subirse a su jeep.
Cuando estos dos piensan que ella había escapado, son sorprendidos y Juan Carlos, alias "El mudo", muere arrollado dentro de la casa. Ella sale de la casa con el jeep e inmediatamente es atacada a balazos por el jefe, terminando esta por atropellarlo y hundir el coche en una fuente grande de agua. La historia finaliza con el hermano de Patricia siendo dado de alta de la clínica, quien es recibido por Mónica y llevado con su hermana.

## Reparto
| Actor             | Personaje            |
| ----------------- | -------------------- |
| Rodolfo Ranni     | Jefe de la banda     |
| Luisina Brando    | Mónica               |
| Emilio Disi       | Hermano del jefe     |
| Darío Grandinetti | Juan Carlos, el mudo |
| Andrea Tenuta     | Patricia Beltrán     |
| Marta González    | Sra. Beltrán         |
| Jorge Sassi       | Rengo                |
| Boy Olmi          | César                |
| Rodolfo Machado   | Sr. Beltrán          |
| Walter Louzan     | Fernando Beltrán     |
| Francisco Nápoli  | Panterita            |
| Roberto Fiore     | Médico               |
| Enrique Latorre   |                      |
| Charly Nieto      |                      |
| Mario Fromenteze  |                      |
| Sandra Mihanovich | Ella misma           |